# Worthington (Misuri)
Worthington es una villa ubicada en el condado de Putnam en Misuri, Estados Unidos. En el Censo de 2010 tenía una población de 81 habitantes y una densidad poblacional de 289,58 personas por km².

## Geografía
Worthington se encuentra ubicada en las coordenadas 40°24′33″N 92°41′21″O / 40.40917, -92.68917. Según la Oficina del Censo de los Estados Unidos, Worthington tiene una superficie total de 0.28 km², de la cual 0.28 km² corresponden a tierra firme y (0%) 0 km² es agua.

## Demografía
Según el censo de 2010, había 81 personas residiendo en Worthington. La densidad de población era de 289,58 hab./km². De los 81 habitantes, Worthington estaba compuesto por el 100% blancos, el 0% eran afroamericanos, el 0% eran amerindios, el 0% eran asiáticos, el 0% eran isleños del Pacífico, el 0% eran de otras razas y el 0% pertenecían a dos o más razas. Del total de la población el 0% eran hispanos o latinos de cualquier raza.